# Agromyza aprilina
Agromyza aprilina este o specie de muște din genul Agromyza, familia Agromyzidae, descrisă de Malloch în anul 1915. Conform Catalogue of Life specia Agromyza aprilina nu are subspecii cunoscute.